# Macaranga glaberrima
Macaranga glaberrima là một loài thực vật có hoa trong họ Đại kích. Loài này được (Hassk.) Airy Shaw mô tả khoa học đầu tiên năm 1965.